# Vagliagli
Vagliali ist ein Ortsteil (Fraktion, italienisch frazione) von Castelnuovo Berardenga in der Provinz Siena, Region Toskana in Italien.

## Geografie
Der Ort liegt ca. 15 km nordwestlich des Hauptortes Castelnuovo Berardenga und 11,5 km nördlich der Provinzhauptstadt Siena im zentralen Teil des Chianti senese bei 511 m und hatte 2001 ca. 380 Einwohner. 2017 waren es 242 Einwohner. Der Ort Quercegrossa (Ortsteil von Monteriggioni und Castelnuovo Berardenga) liegt ca. 5 km südwestlich, Fonterutoli (Ortsteil von Castellina in Chianti) liegt ca. 4 km westlich, Castellina in Chianti liegt ca. 7 km nordwestlich, Radda in Chianti liegt ca. 8 km nördlich und Gaiole in Chianti liegt ca. 9 km nordöstlich. Die Gemeindegrenze zu Radda in Chianti liegt ca. 1 km nördlich des Ortes. Ca. 1 km östlich von Vagliagli fließt der Arbia, ca. 1,5 km westlich des Ortes fließt der Staggia. Der Bozzone entspringt ca. 1 km westlich von Vagliagli.

## Geschichte
Namensgebend für den Ort ist das Valle degli Agli (dt. Tal des Allium). Die Untergattung Allium sativum findet sich im Ortswappen wieder. Erstmals dokumentiert wurde der Ort 1226, als die Pieve di San Cristoforo a Vagliagli schriftlich erwähnt wurde.

## Sehenswürdigkeiten

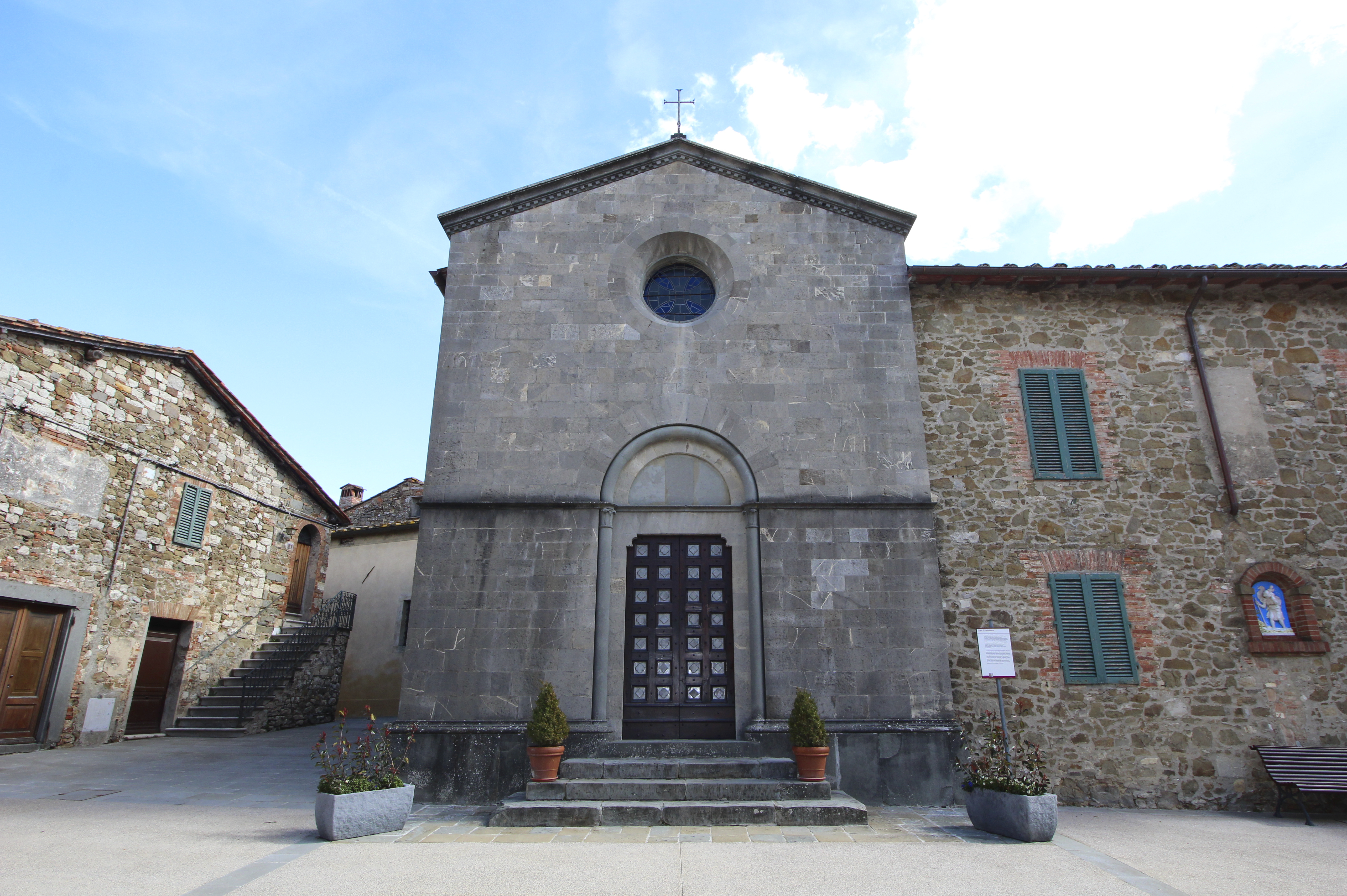
Die Kirche San Cristoforo

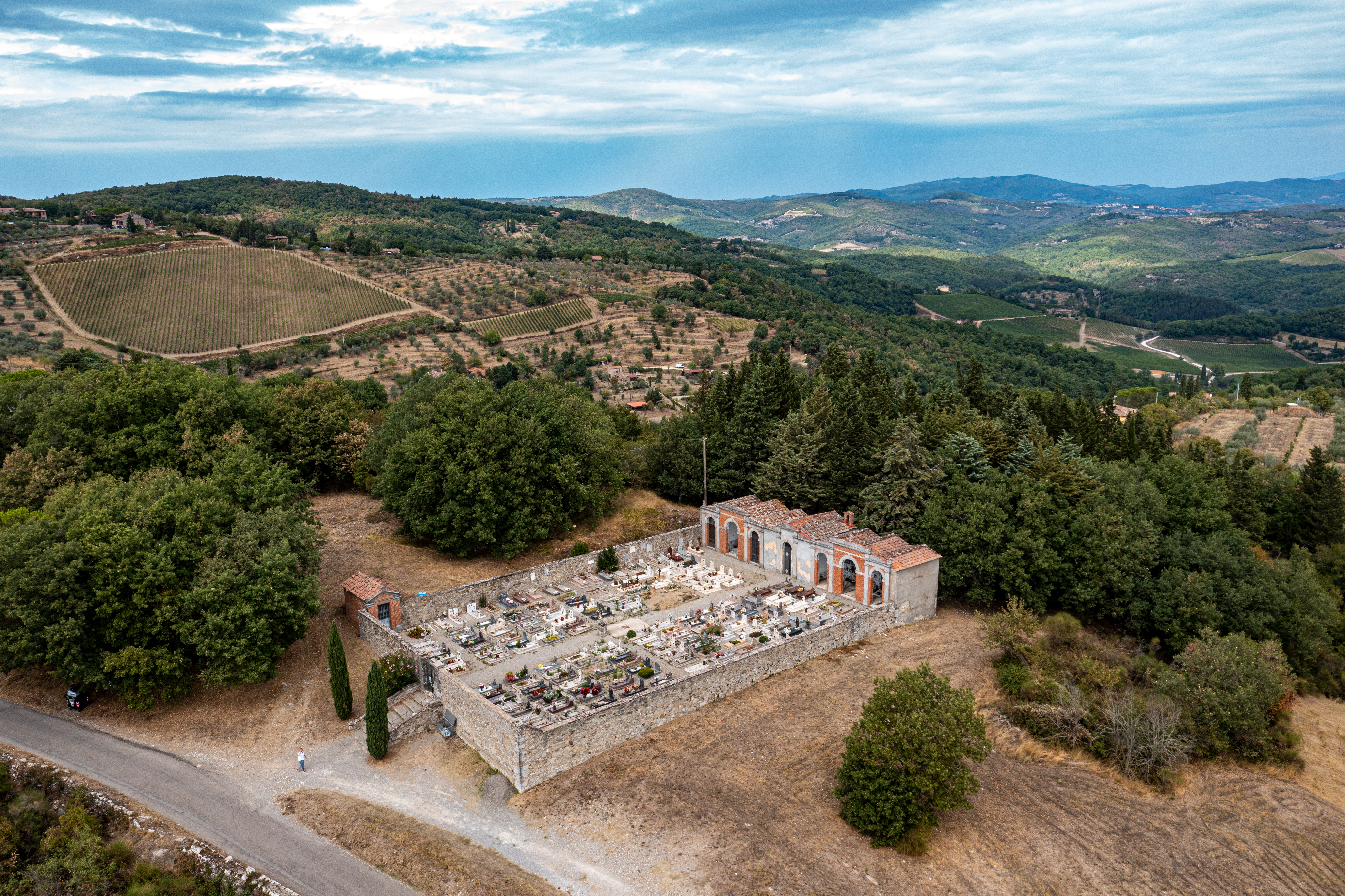
Friedhof Vagliagli, Sept. 2021

- Chiesa di San Cristoforo, Kirche im Ortskern. Wurde erstmals 1226 dokumentiert, das Gebäude stammt aber wahrscheinlich aus dem 9. oder 10. Jahrhundert.[5] Enthält ein Taufbecken aus Marmor von Lorenzo di Mariano (Il Marrina, Siena 1476–1534), ein Fresko aus dem 16. Jahrhundert (San Cristoforo, San Bernardino e San Sebastiano) und ein Leinwandbild aus der Werkstatt des Rutilio Manetti (San Cristoforo e Santa Caterina d’Alessandria).[6]
- Cappella della Compagnia, linksseitig der Kirche San Cristoforo anliegende Kapelle. Enthält ein Triptychon (San Pietro fra i Santi Paolo e Stefano[4]) von Icilio Federico Joni aus dem Jahr 1940.[5]
- Monumento ai Caduti, Denkmal für gefallene Widerstandskämpfer der Gemeinde Castelnuovo Berardenga. Das Denkmal befindet sich unweit des Friedhofs von Vagliagli und zeigt eine Abbildung des Bruno Bonci, der hier am 12. Juni 1944 verstarb.[7]
- Castello di Aiola, ca. 500 m nordöstlich von Vagliagli, ehemalige Burg an der damaligen Grenze der Republiken Florenz und Siena, von der noch die Fundamente vorhanden sind. Hielt 1554 im Konflikt der beiden Republiken den Angreifern aus Florenz unter der Führung von Gian Giacomo Medici stand und ergab sich erst mit der Niederlage von Siena. Wurde danach verlassen und zerfiel.[8] Die heutige Villa di Aiola entstand am Ende des 17. Jahrhunderts über den Resten der alten Befestigungsanlagen und wurde 1692 dokumentiert. Von den vier Wehrtürmen bestehen heute nur noch zwei.[9] Die Villa wurde 1934 von Giovanni Malagodi erworben, der hier ab den 1960er Jahren ein Weingut errichtete. Die Erben hielten die Villa im Familienbesitz bis 2012. Danach wurde das Weingut von einem russischen Investor übernommen.[10]
- Pieve di San Romolo, ehemalige Pieve und heutige Ruine kurz nordöstlich von Vagliagli und des Castello di Aiola, wurde bereits 1070 erwähnt und liegt heute bereits auf dem Gemeindegebiet von Radda in Chianti.[4]

## Verkehr
- Vagliagli liegt an der Provinzstraße Strada Provinciale 102, die von Montarioso (Gemeinde Monteriggioni) nach Vagliagli führt und dort endet, bzw. über Schotterwege nach Radda in Chianti und Gaiole in Chianti führt. Abzweigungen führen nach Castellina in Chianti.

## Regelmäßige Veranstaltungen
- Festa dell’Uva, Weintraubenfest, fand von den 1930er Jahren an bis 1977 statt und wird ab 1995 wieder veranstaltet. Findet jeweils am Ende des Septembers statt.[11]

## Bilder

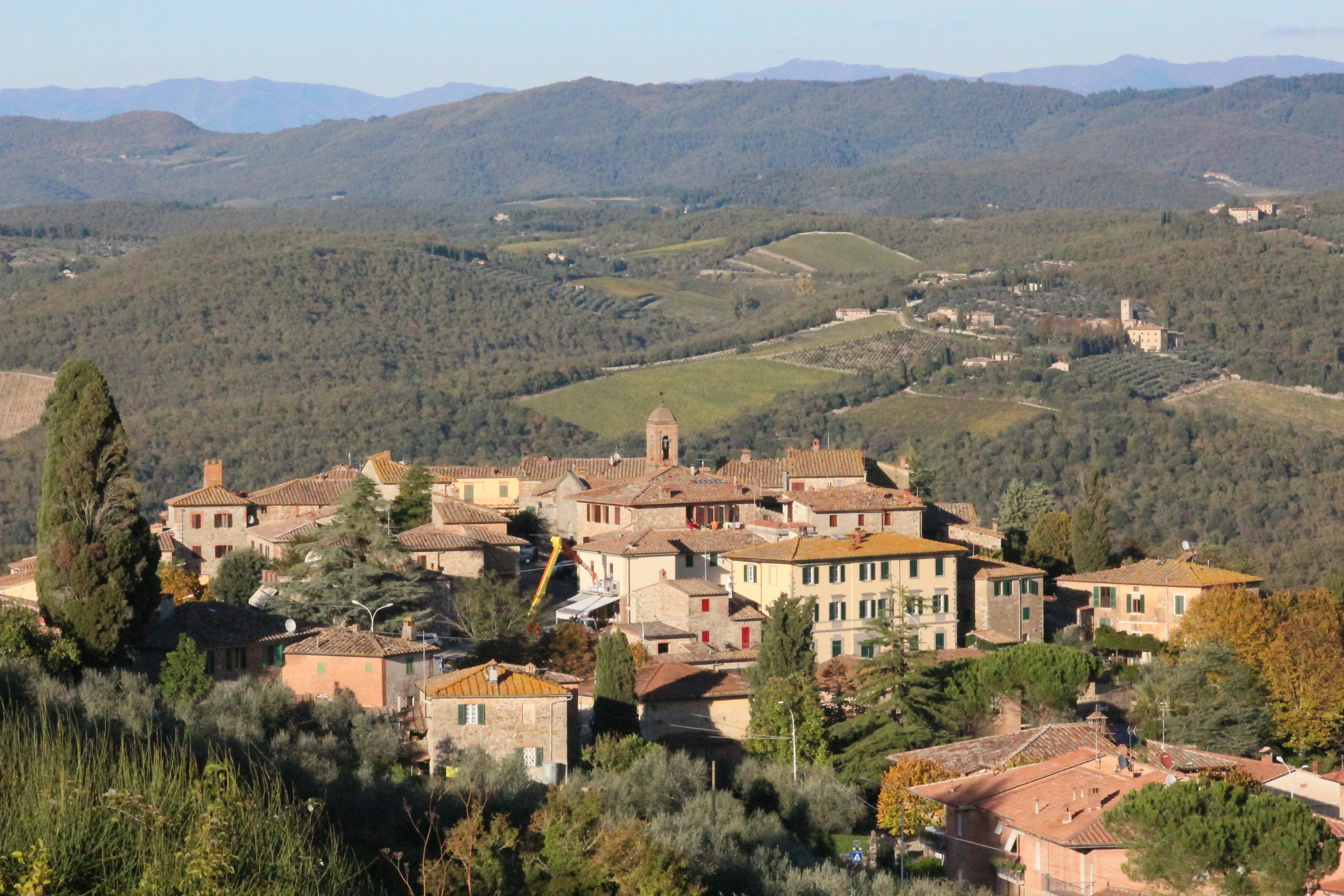
Vagliagli von Südwesten gesehen.
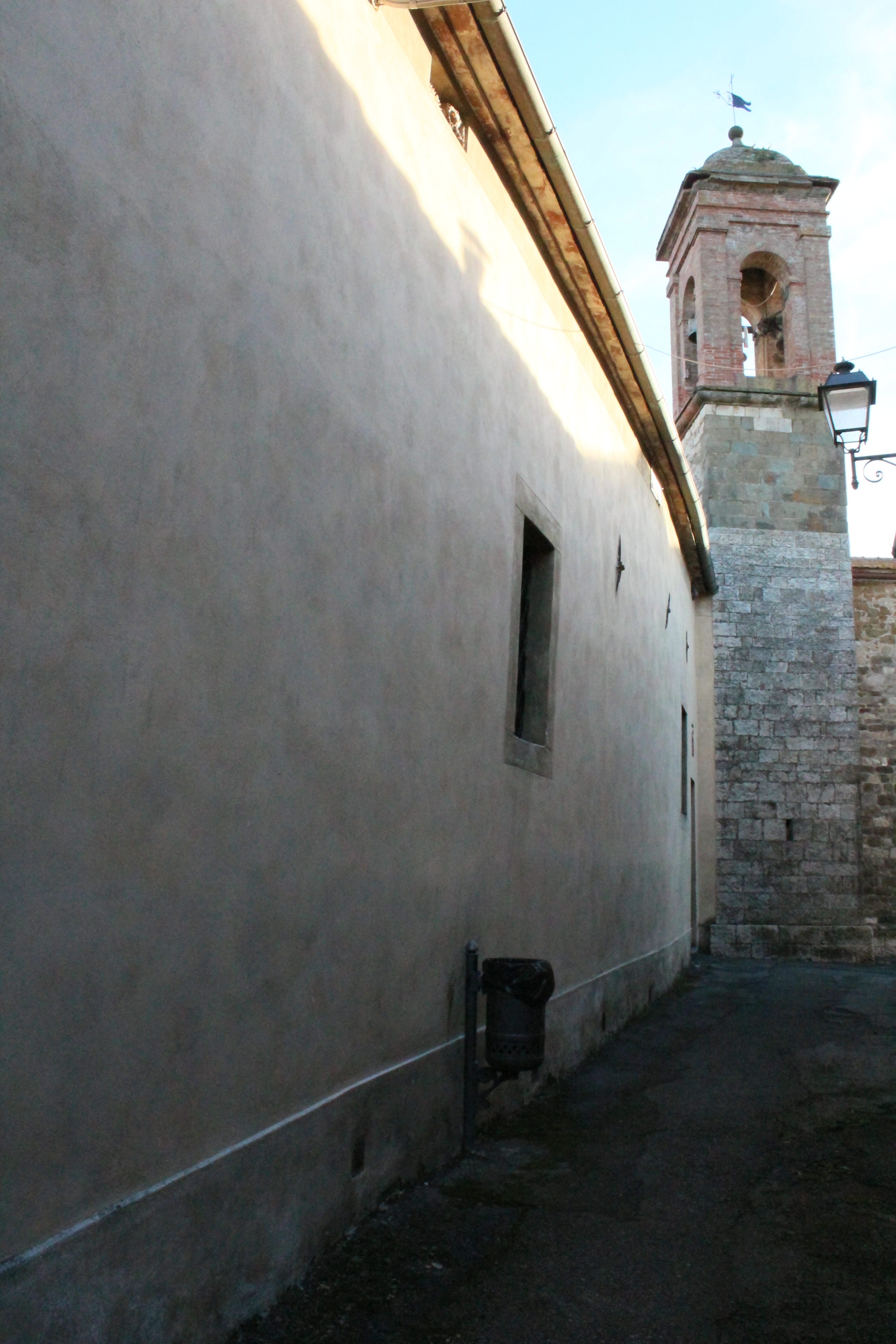
Die Cappella della Compagnia, im Hintergrund der Campanile der Kirche San Cristoforo.
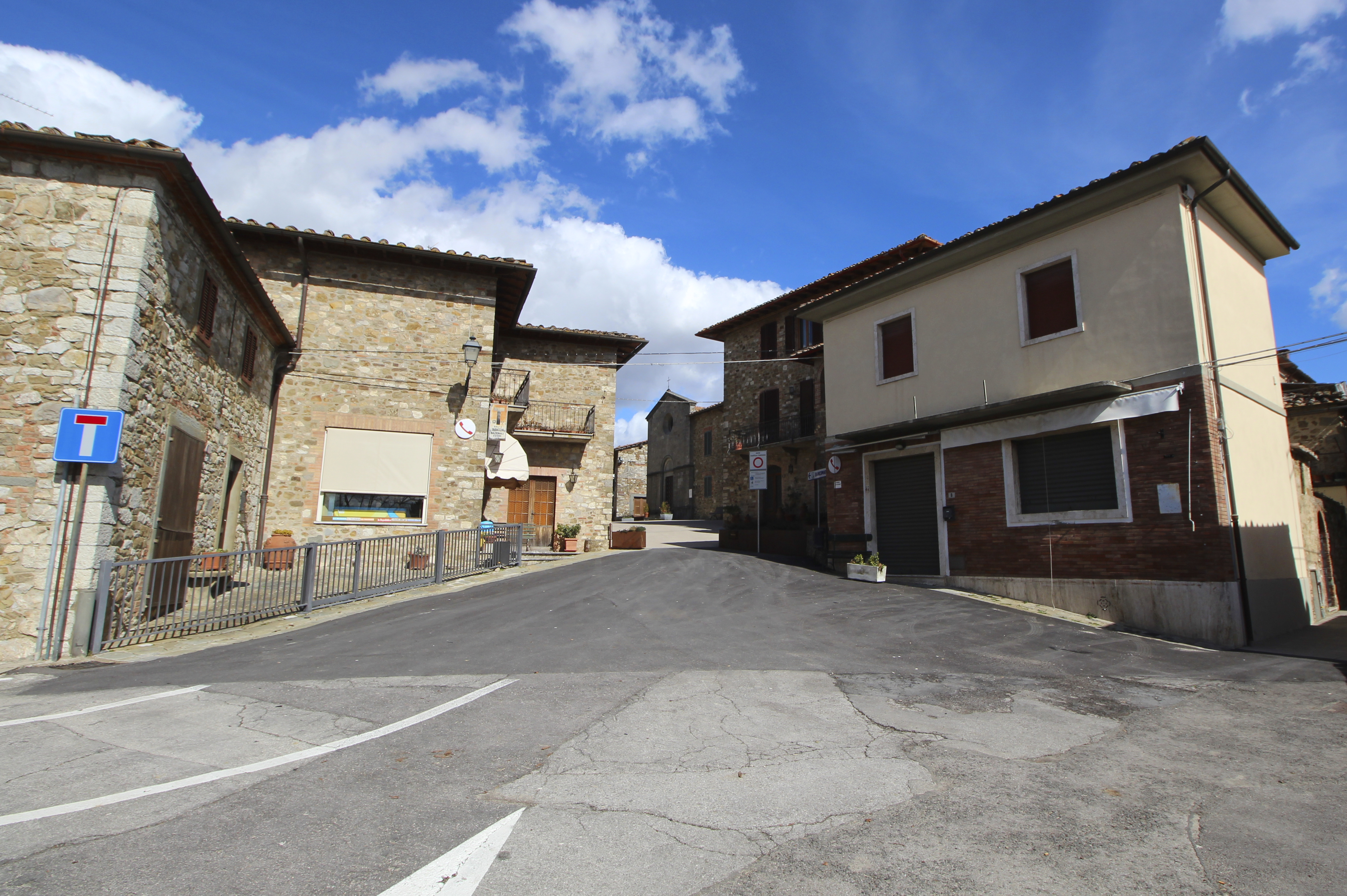
Der Zugang zum Ortskern von der Piazza della Fiera zur Piazza Vittorio Emanuele
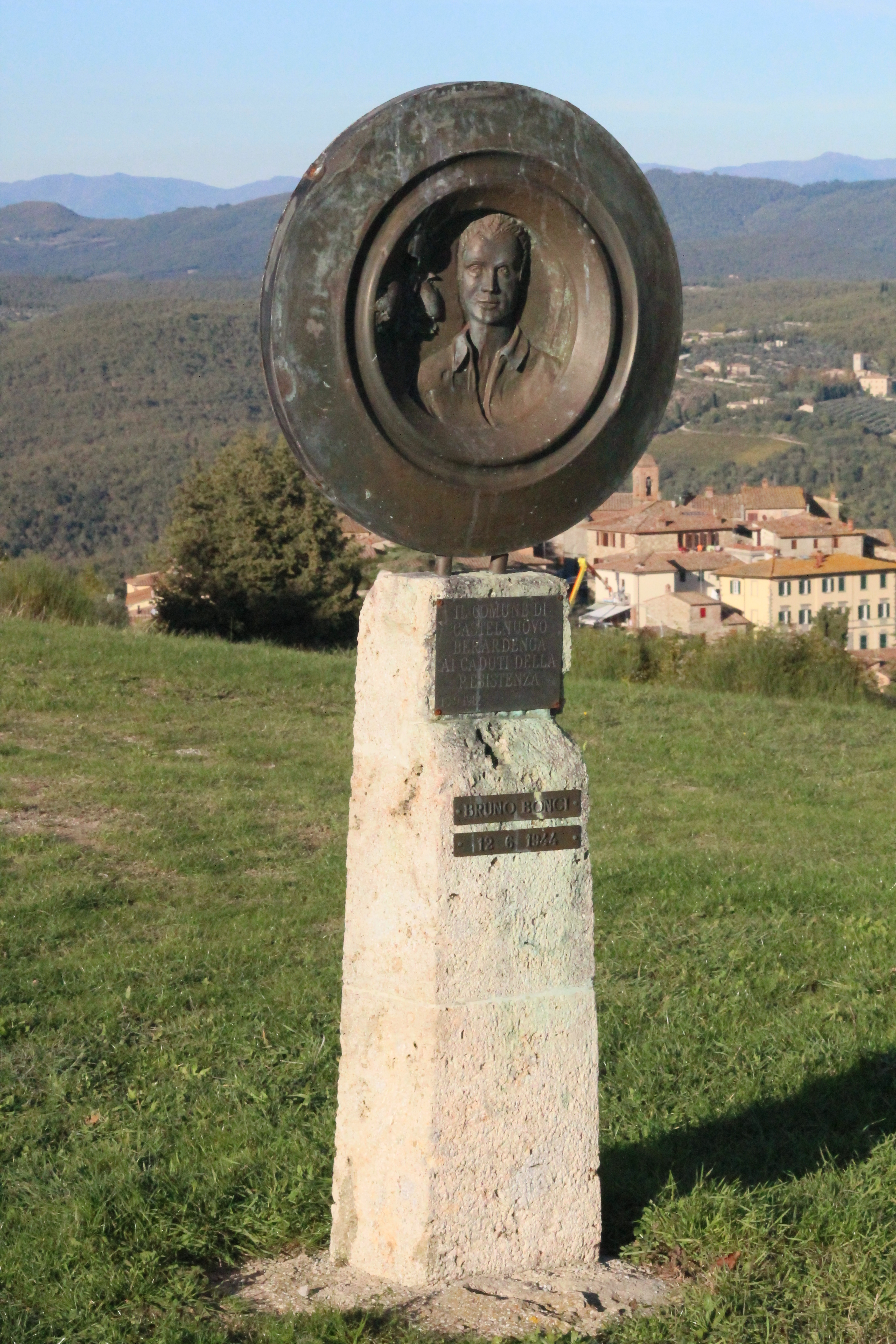
Das Kriegsmonument Monumento ai Caduti nahe dem Friedhof von Vagliagli mit einer Abbildung des Bruno Bonci.
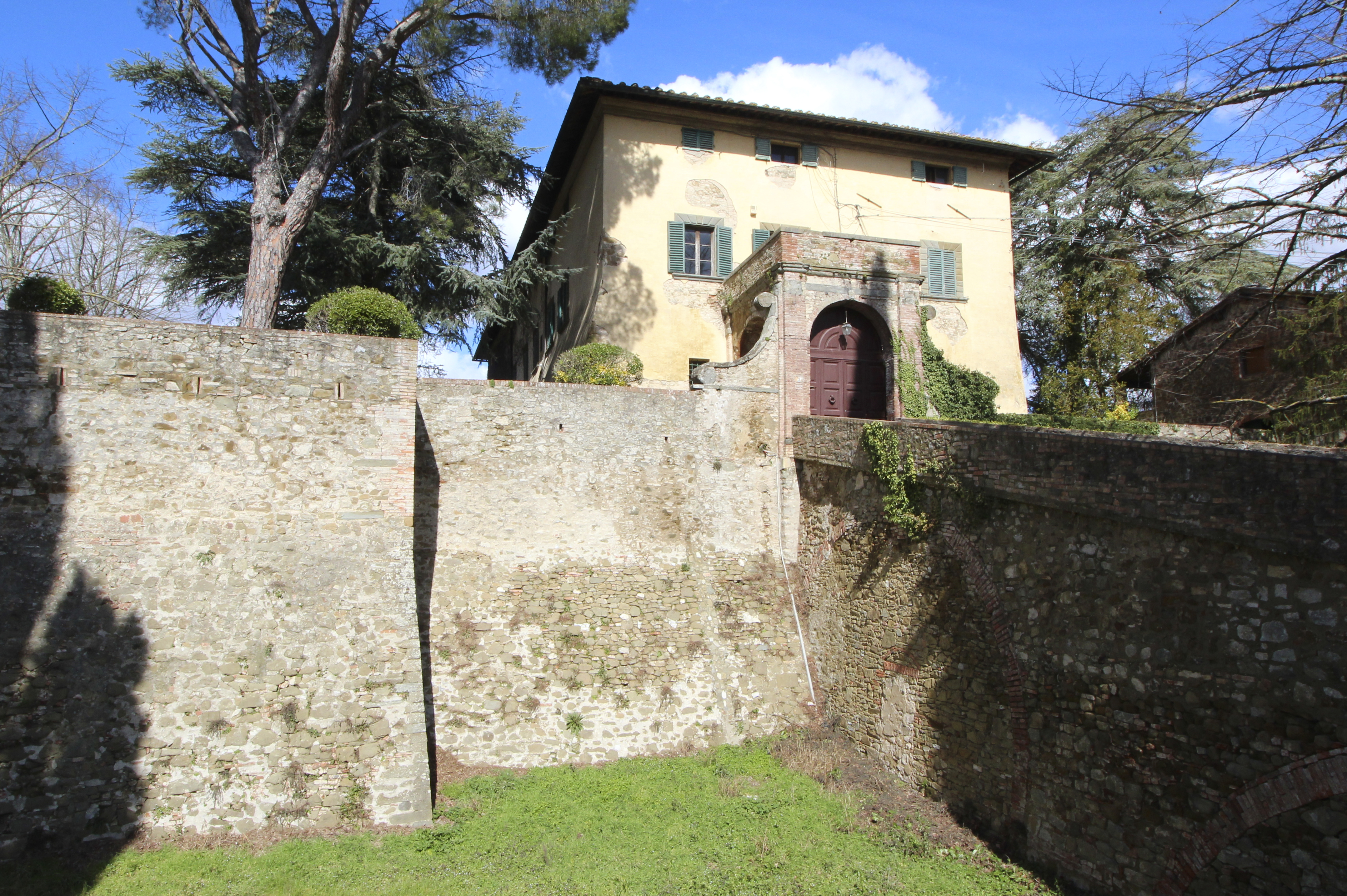
Die Villa Aiola
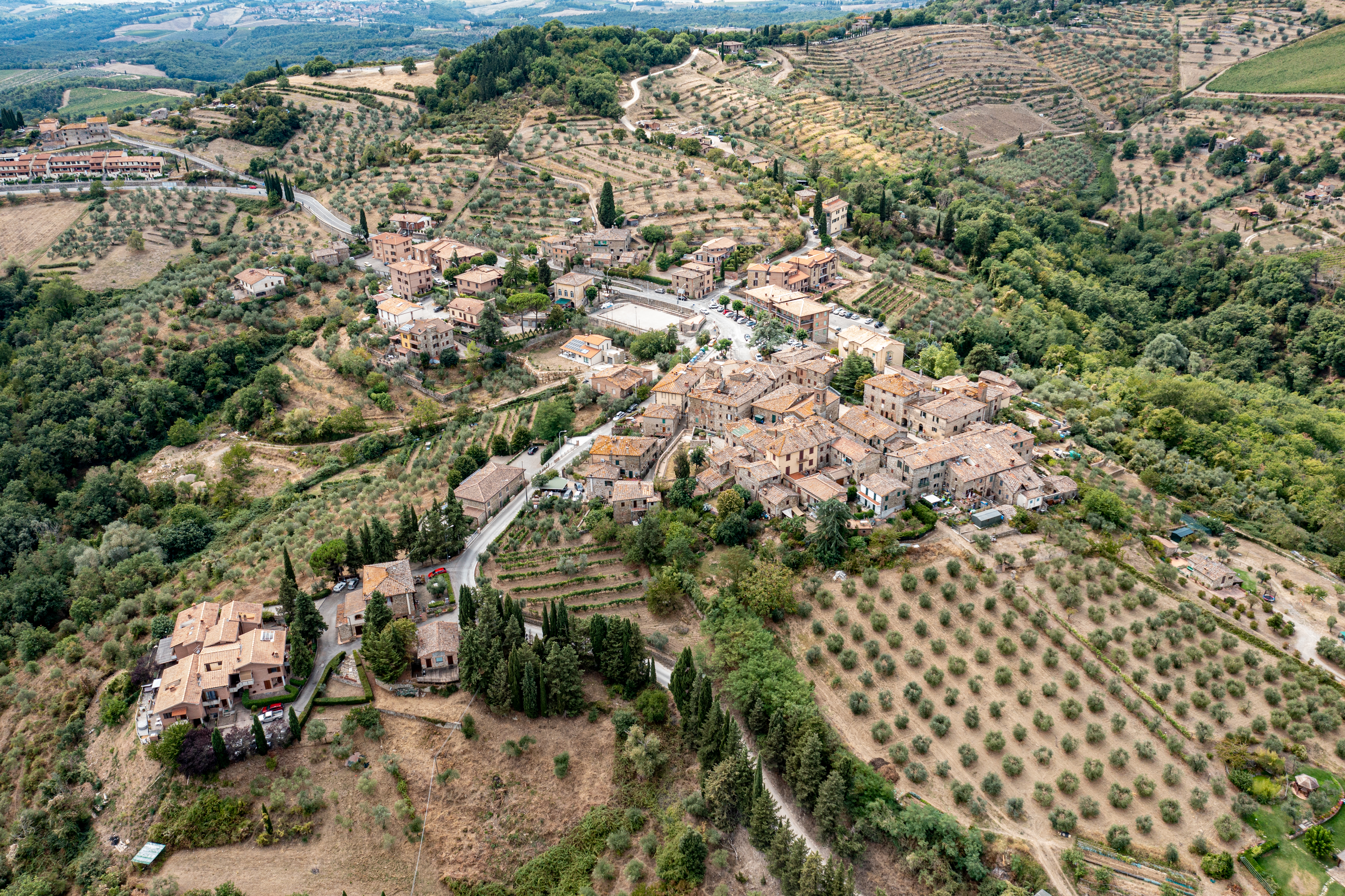
Blick über Vagliagli, Sept. 2021